# Perpetua Nkwocha
Perpetua Nkwocha (3 gennaio 1976) è un'ex calciatrice nigeriana, di ruolo centrocampista.

## Carriera

### Club
Ha giocato per la squadra del Sunnanå nella massima serie (Damallsvenskan) e nella seconda serie (Elitettan) del campionato svedese dal 2007 al 2014. Nel giugno 2008, la BBC afferma che Nkwocha ha annunciato di ritirarsi entro due anni e successivamente di diventare allenatrice. Tuttavia Perpetua poi continua a giocare fino al 2015.

### Nazionale
Perpetua Nkwocha ha giocato per la propria nazionale in diverse edizioni del Campionato mondiale femminile di calcio, nello specifico nelle edizioni 2003, 2007, 2011, 2015. In tutte le edizioni però la sua squadra viene eliminata nella fase a gironi.
Ai Giochi olimpici ha partecipato nelle edizioni 2000, 2004 e 2008. Nelle edizioni 2000 e 2008 viene eliminata nella fase a gironi mentre nel 2004 la Germania elimina le africane agli ottavi con il risultato di 2 a 1.
Perpetua Nkwocha ha partecipato alla sua prima Coppa delle nazioni africane femminile nell'edizione 2002 in cui la Nigeria è giunta al primo posto stesso risultato ottenuto nel 2004 e 2006. Nel Campionato africano femminile di calcio 2008 giunge invece il terzo posto grazie alla vittoria nella finalina per 5 a 4 arrivata dopo i calci di rigore (nei tempi regolamentari la partita era finita 1 a 1). Successivamente nell'edizione 2010 vince il titolo grazie alla vittoria in finale per 4-2 contro la Nazionale di calcio femminile della Guinea Equatoriale. Il Campionato africano femminile di calcio 2012 si rileva invece amaro per la Nazionale che giunge solo al quarto posto. Si riaggiudica il titolo nell'edizione 2014 grazie alla vittoria in finale contro il Camerun per 2 a 0.

## Palmarès

### Nazionale
- Coppa d'Africa: 5

2002, 2004, 2006, 2010, 2014

### Individuale
- African Women's Footballer of the Year: 4

2004, 2005, 2010, 2011 (record)